# Alan Geldard
Robert Alan Geldard (Rochdale, 16 de abril de 1927) é um ex-ciclista britânico que correu durante os anos 40 e 50 do século XX.
Em 1948, Geldard participou dos Jogos Olímpicos, em Londres, ganhando uma medalha de bronze na prova de perseguição por equipes, juntamente com Wilfred Waters, Tommy Godwin e David Ricketts.